# Harg, Nyköpings kommun

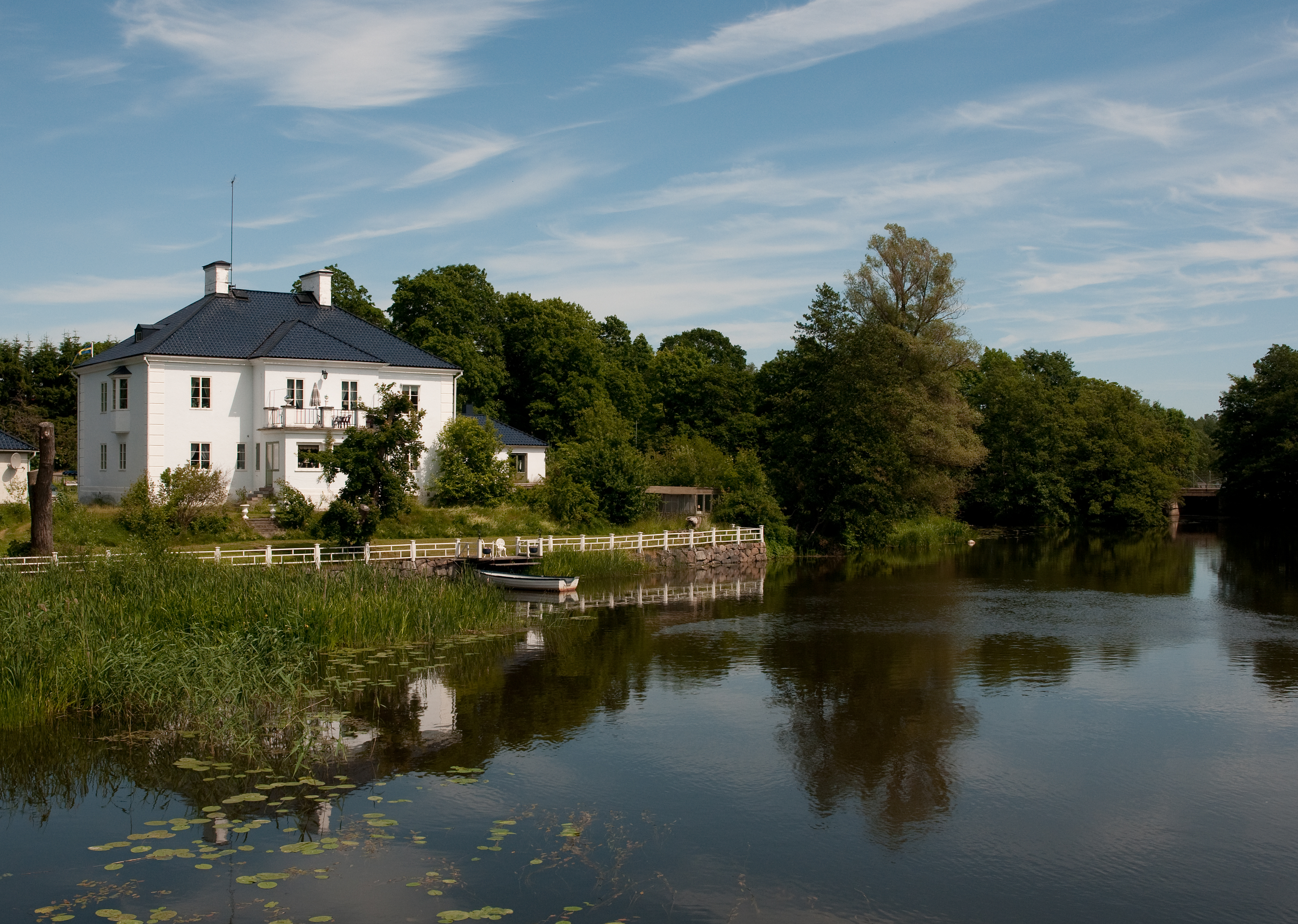
F.d. ingenjörsbostaden Blåhamra vid Hargs Textilfabrik

Harg är en stadsdel i Nyköping, belägen cirka fyra kilometer från centrum. 
Harg är ursprungligen en by i Helgona socken. I dokument omtalas byn första gången 1551 och omfattar då ett mantal kronojord. En kopparhammare uppfördes här 1612, och från 1624 präglades kopparmynt här. 1743–1859 bedrevs papperstillverkning här.
Harg har gamla bruksanor där det sedan medeltiden funnits kvarnar, sågar, metallindustrier med mera, mest känt är Hargs fabrikers AB vars föregångare startade sin verksamhet här 1842. Broförbindelsen över Nyköpingsån tillkom sannolikt i slutet av 1600-talet.
Vattenfallet är det största i Nyköpingsån med en fallhöjd på cirka sex meter. Idag finns en kraftstation i vattenfallet med en effekt på 1,43 MW och en normal årsproduktion av 6,42 GWh.
1626 påbörjades en slussbyggnation vid fallet för att skapa en farled – Nyköpings kanal – från flera sjöar i Södermanland till havet, ett arbete som inte fullbordades.

## Bilder

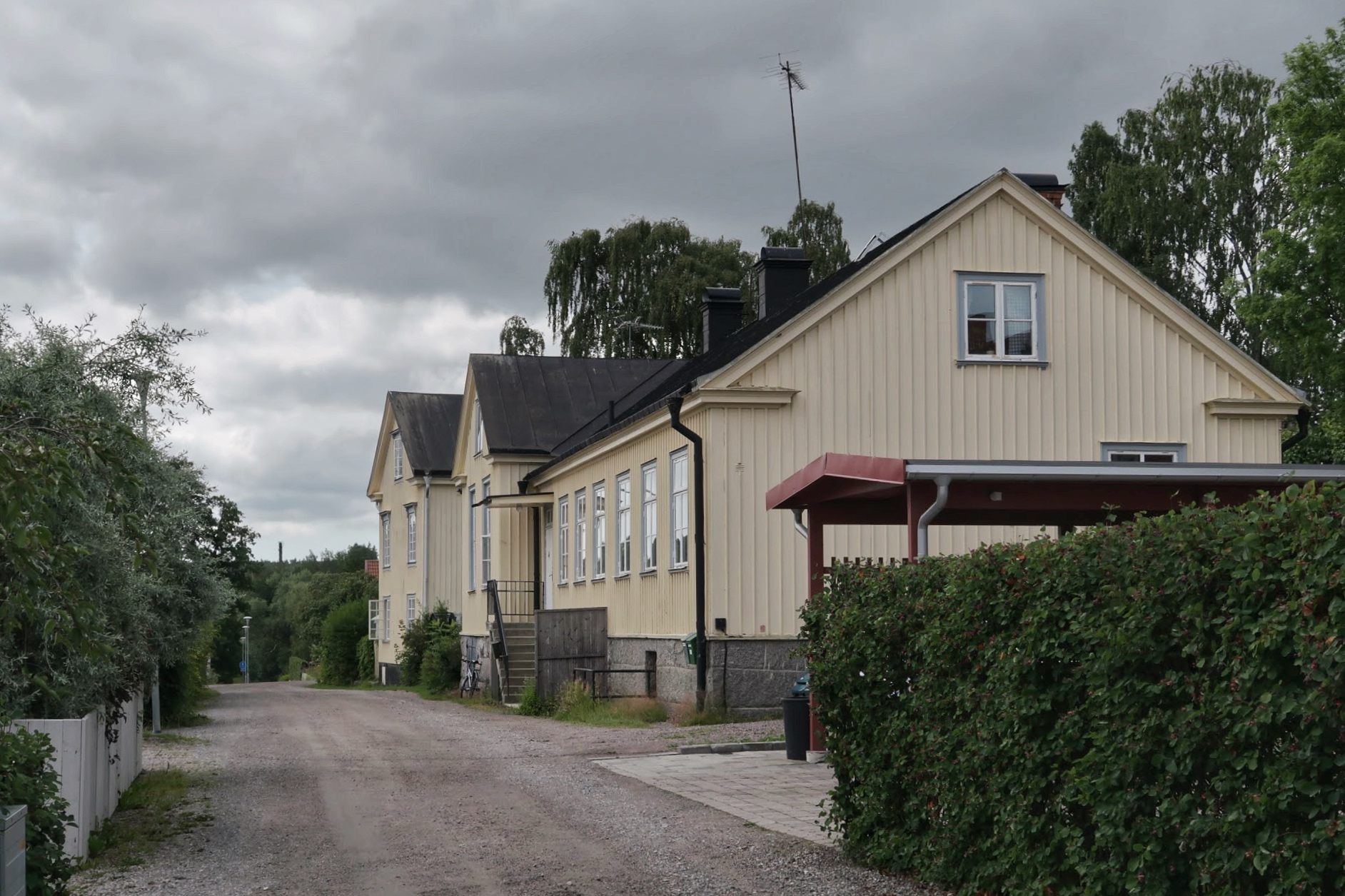
Äldre bebyggelse.
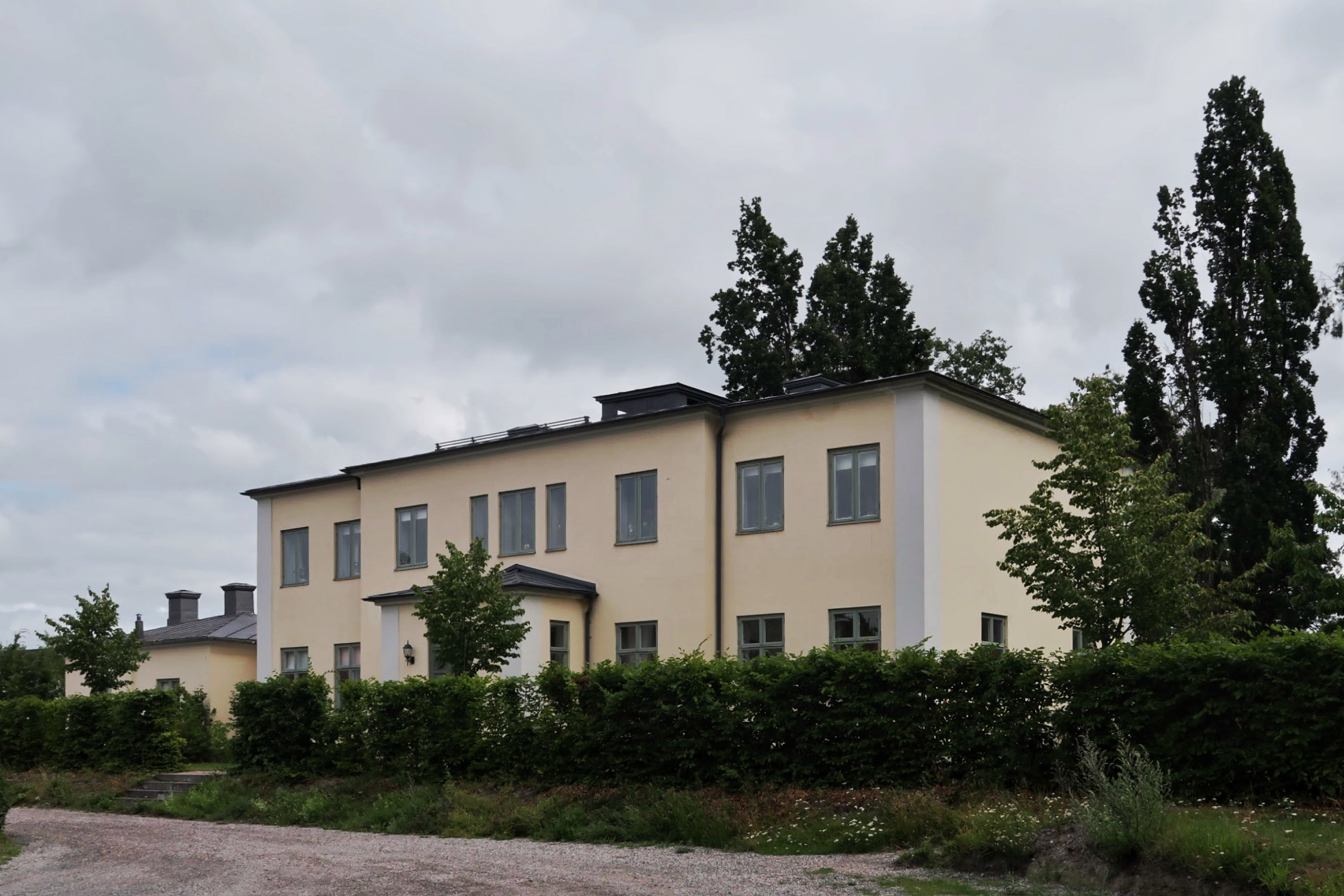
Den tidigare disponentvillan.
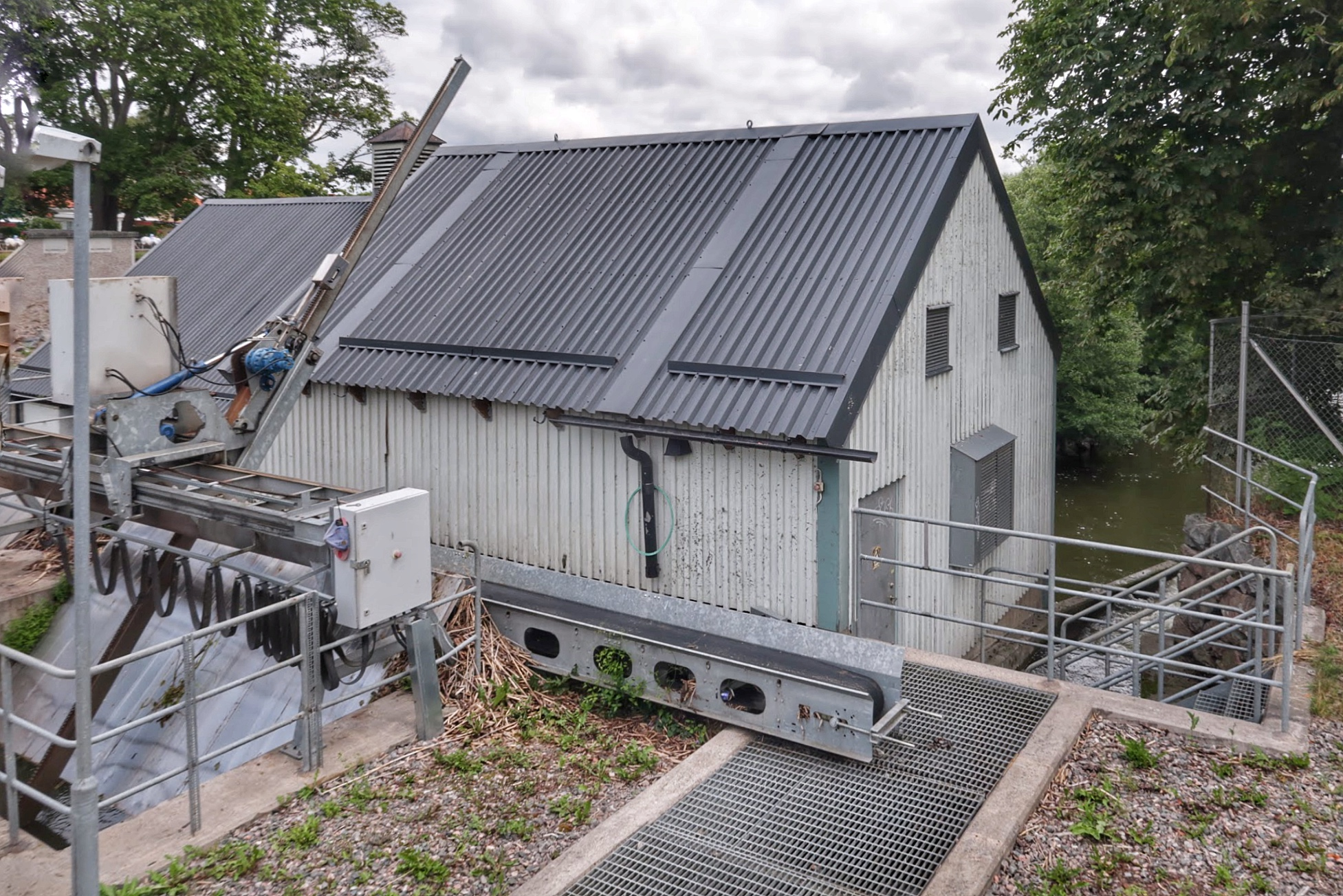
Den nuvarande kraftstationen.